# Stanisław Jaskólski (informatyk)
Stanisław Jaskólski (ur. 13 czerwca 1931 w Warszawie, zm. 22 grudnia 2018 w Warszawie) – inżynier informatyk, konstruktor komputerów ZAM, dyrektor Ośrodka Obliczeniowego GUS, założyciel i prezes Klubu Użytkowników Komputerów ICL, założyciel i Członek Honorowy Polskiego Towarzystwa Informatycznego.

## Życiorys

### Studia i pierwsze prace
W 1956 r. ukończył studia na Wydziale Łączności Politechniki Warszawskiej z tytułem magister inżynier.
Pracę zawodową rozpoczął w Zakładzie Telewizji Instytutu Łączności w Warszawie.
W 1959 r. otrzymał propozycję zatrudnienia w Zakładzie Aparatów Matematycznych (od 1962 Instytut Maszyn Matematycznych) na stanowisku kierownika Pracowni, a potem Zakładu, jako jeden z konstruktorów rodziny uniwersalnych maszyn cyfrowych ZAM. Brał też udział w rozbudowie pierwszej polskiej maszyny cyfrowej XYZ.
Równocześnie był rzeczoznawcą-ekspertem ds. elektronicznych maszyn cyfrowych w przedsiębiorstwie handlu zagranicznego Varimex (następnie Metronex), mającego monopol na sprawy dotyczące importu i współpracy przemysłu elektronicznego z partnerami zagranicznymi w zakresie produkcji i użytkowania sprzętu cyfrowego .

### Praca w GUS
W 1966 r. przeszedł do pracy w Głównym Urzędzie Statystycznym, początkowo jako zastępca, a następnie jako dyrektor, utworzonego Ośrodka Elektronicznego GUS, wyposażonego w komputery brytyjskiej firmy International Computers Limited. W tym okresie odbył roczny staż w firmie ICL w Wielkiej Brytanii oraz przebywał na 3-miesięcznym stypendium ONZ w USA, szkoląc się w zakresie zarządzania dużymi rządowymi ośrodkami obliczeniowymi.
W 1981 r. objął stanowisko Naczelnego Dyrektora Zarządu Mechanizacji i Automatyzacji Opracowań Statystycznych GUS, któremu podlegała sieć ośrodków obliczeniowych statystyki państwowej w Polsce. Był zwolennikiem wyposażania statystyki państwowej w sprzęt komputerowy produkcji krajowej, w szczególności w komputery Odra 1305 i minikomputery Mera-9150. Nadzorował przygotowanie infrastruktury obliczeniowej dla obsługi spisów powszechnych.
Równolegle z pracą w GUS, współpracował z przemysłem komputerowym Zjednoczenia Mera. Był w składzie Komisji Państwowej, powołanej do zatwierdzenia do produkcji komputerów Odra 1305 i Odra 1325, kierował w niej grupą ekspertów ds. oprogramowania i zgodności z produktami licencjodawcy .
W 1996 r. przeszedł na emeryturę.

### Inne zajęcia
W latach 1970–1973 był konsultantem Centralnego Ośrodka Badań i Rozwoju Techniki Kolejnictwa PKP oraz Ministerstwa Pracy i Polityki Socjalnej w przygotowaniu resortowego ośrodka komputerowego oraz koncepcji komputerowego systemu wypłat rent i emerytur ZUS.
W latach 90. pracował jako konsultant Austrade w Warszawie w sprawach informatyki i telekomunikacji. Następne lata 1995–1999 współpracował z amerykańską firmą Qualcomm. Od 2000 pracował dla włoskiej firmy SELEX Communications w zakresie oprogramowania radiokomunikacji cyfrowej .

### Stowarzyszenia zawodowe
W latach 70. był członkiem założycielem Klubu Użytkowników Komputerów ICL w Polsce i jego prezesem w latach 1982–1988.
W 1981 r. był członkiem założycielem Polskiego Towarzystwa Informatycznego i jego wiceprezesem w latach 1981–1986. Na Zjeździe PTI w 2016 otrzymał tytuł Członka Honorowego.

### Działalność publikacyjna
W latach 1975–1978 był kierownikiem działu miesięcznika „Informatyka”.

## Nagrody
- Medal XXX-lecia PTI za wkład w rozwój informatyki w Polsce w 2011.
- Medal 70-lecia Polskiej Informatyki – przyznany przez Kapitułę PTI (2018).